# Вувузела
Вувузела је врста трубе или рога, дужине приближно једног метра, коју користе гледаоци фудбалских мечева у Јужној Африци. Због тога је постала симбол фудбалске игре у овој земљи. Вувузела производи монотон звук донекле сличан урлику слонова кроз сурлу.
Име вувузеле потиче вероватно из зулу језика са значењем „правити вуву звук”, где би вуву био ономатопејски назив за звук из вувузеле. Друга могућност је да је вуву сленг назив за туш, јер се на стадионима користи велики број вувузела које „туширају” присутне својим звуком.
Вувузеле и њихово коришћење изазивају одређене контроверзе. У први план су доспеле током Фифиног Купа конфедерација у фудбалу 2009. у Јужноафричкој Републици где су постале карактеристични пратилац целог догађаја (иако су понекад иритантне играчима) тако да је Фифа после Купа одлучила да дозволи коришћење вувузела на стадионима током Светског првенства 2010.
Играчи и чешће коментатори описују често звук вувузела као иритантан и пореде га са „стампедом бучних слонова”,
„заглушујућом најездом скакаваца”,
„звуком козе пред клање”,
„огромним ројем бесних пчела”…